# Elecciones parlamentarias de Venezuela de 1968
Las elecciones parlamentarias se llevaron a cabo el 1 de diciembre de 1968, para renovar por completo los escaños el Congreso Nacional. A pesar de que las elecciones presidenciales fueron ganadas por Rafael Caldera, de COPEI, los resultados dieron la mayoría de ambas cámaras al partido Acción Democrática. Se destaca el ascenso del Movimiento Electoral del Pueblo, partido de izquierda liderado por Luis Beltrán Prieto Figueroa, el cual se situó en el tercer lugar en votos. Cruzada Cívica Nacionalista, de ideología nacionalista liderado por el ex dictador Marcos Pérez Jiménez, desde el exilio, y seguidores.

## Resultados
| Partidos                                           | Votos     | %    | Diputados | Diputados | Senadores | Senadores |
| Partidos                                           | Votos     | %    | Escaños   | +/-       | Escaños   | +/-       |
| -------------------------------------------------- | --------- | ---- | --------- | --------- | --------- | --------- |
| Acción Democrática                                 | 939 759   | 25.6 | 66        | —         | 19        | 3         |
| Copei                                              | 883 814   | 24.0 | 59        | +20       | 16        | +8        |
| Movimiento Electoral del Pueblo                    | 475 909   | 12.9 | 25        | Nuevo     | 5         | Nuevo     |
| Cruzada Cívica Nacionalista                        | 402 351   | 10.9 | 21        | Nuevo     | 4         | Nuevo     |
| Unión Republicana Democrática                      | 340 195   | 9.2  | 18        | -5        | 3         | -4        |
| Fuerza Democrática Popular                         | 194 931   | 5.3  | 10        | -6        | 2         | -2        |
| Unión para Avanzar                                 | 103 591   | 2.8  | 5         | Nuevo     | 1         | Nuevo     |
| Frente Nacional Democrático                        | 96 027    | 2.6  | 4         | Nuevo     | 1         | Nuevo     |
| Partido Revolucionario de Integración Nacionalista | 88 509    | 2.4  | 4         | Nuevo     | 1         | Nuevo     |
| Partido Socialista de Venezuela                    | 29 920    | 0.8  | 1         | —         | 0         | —         |
| Movimiento Acción Nacional                         | 24 407    | 0.7  | 1         | +1        | 0         | —         |
| Movimiento Democrático Independiente               | 18 337    | 0.5  | 0         | Nuevo     | 0         | Nuevo     |
| Alianza Popular Independiente                      | 18 332    | 0.5  | 0         | Nuevo     | 0         | Nuevo     |
| Movimiento Electoral Nacional Independiente        | 13 847    | 0.4  | 0         | -1        | 0         | —         |
| Otros                                              | 48 155    | 1.3  | 0         | —         | 0         | —         |
| Votos en blanco/anulados                           | 229 739   | —    | —         | —         | —         | –         |
| Total                                              | 3 907 823 | 100  | 214       | +35       | 52        | +5        |
| Fuente: Nohlen                                     |           |      |           |           |           |           |